# Wygoda (powiat olsztyński)
Wygoda – wieś w Polsce położona w województwie warmińsko-mazurskim, w powiecie olsztyńskim, w gminie Purda.
W latach 1975–1998 miejscowość należała administracyjnie do województwa olsztyńskiego.
Wieś znajduje się w historycznym regionie Warmia.